# Dębowe Mocne
Dębowe Dojrzałe Mocne (do 20 lutego 2017 Dębowe Mocne) – marka polskiego piwa produkowanego przez Kompanię Piwowarską S.A. Jest to piwo jasne mocne dolnej fermentacji z gatunku strong lager. Charakteryzuje się wyższą niż przeciętna zawartością ekstraktu w brzeczce (14,2% wag.), przy naturalnie wysokiej zawartości alkoholu (7%). Dostępne jest w butelkach zwrotnych 500 ml oraz w puszkach 500 ml. Ma charakterystyczną ciemnobursztynową barwę.
W 2017 roku Ambasadorem Marki Dębowe Dojrzałe Mocne został polski aktor Piotr Fronczewski, który w ramach kampanii reklamowej "Otwórz Dębowe" wcielił się w rolę Majordomusa. Jednocześnie zmodyfikowano nazwę piwa (występującego odtąd jako Dębowe Dojrzałe Mocne) i dokonano zmiany jego identyfikacji wizualnej. Zmiany te odzwierciedlają strategię producenta, sytuującego Dębowe Dojrzałe Mocne w sektorze premium.